# 29983 Amyxu
A 29983 Amyxu (ideiglenes jelöléssel (29983) 1999 VS61) a Naprendszer kisbolygóövében található aszteroida. A LINEAR projekt keretében fedezték fel 1999. november 4-én.